# Neorileya albipes
Neorileya albipes är en stekelart som beskrevs av Girault 1913. Neorileya albipes ingår i släktet Neorileya och familjen kragglanssteklar.
Artens utbredningsområde är Paraguay. Inga underarter finns listade i Catalogue of Life.